# Nachgeburtsbestattung

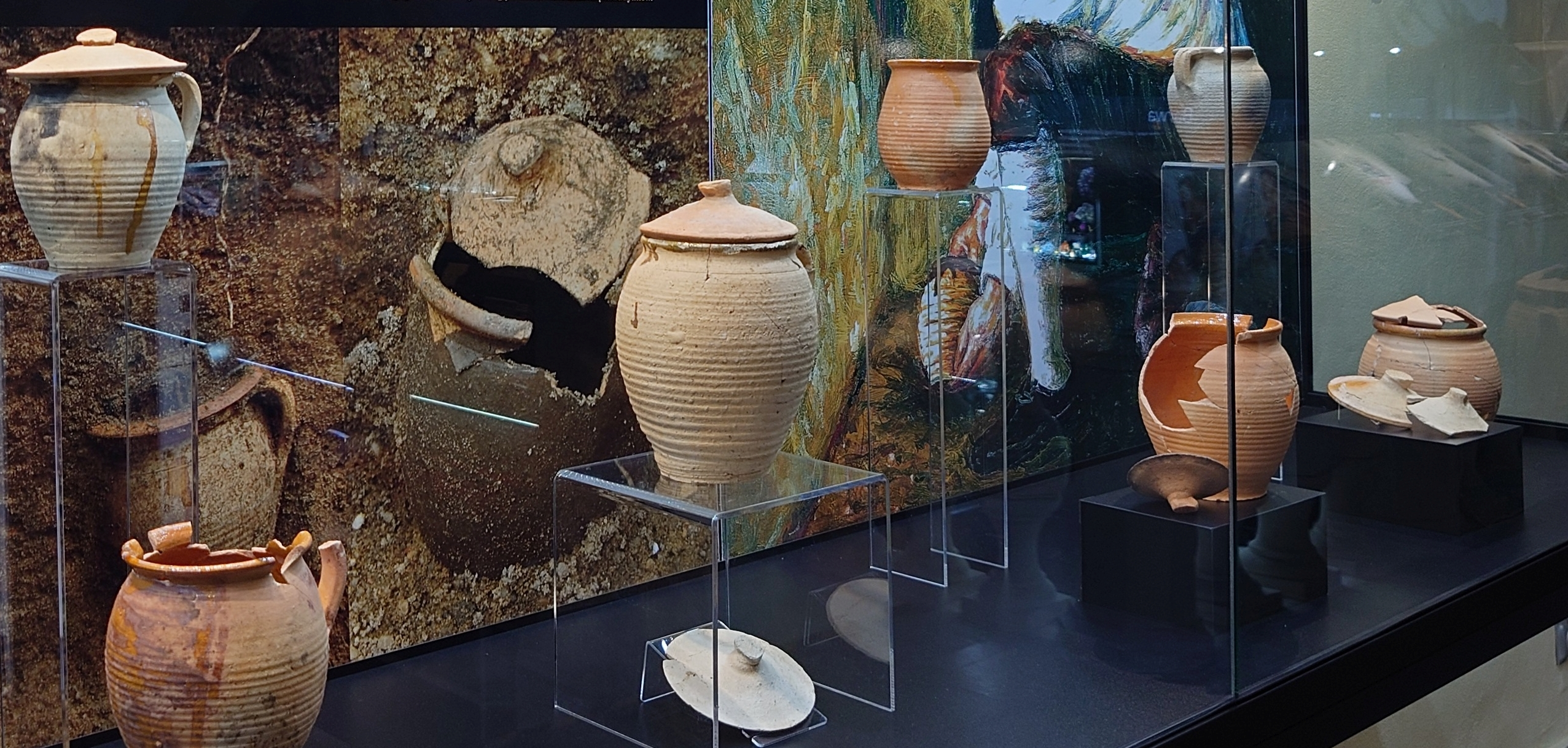
Teil der Ausstellung von Töpfen für Nachgeburtsbestattungen im Regionalmuseum Lubań

Als Nachgeburtsbestattung wird die Bestattung der Nachgeburt bezeichnet. Der Brauch, der die Nachgeburt und damit Mutter und Kind dem Einfluss böser Mächte entziehen soll, ist weltweit nachgewiesen, in Europa mit einem Höhepunkt im 17. und 18. Jahrhundert.

## Brauchtum der Nachgeburtsbestattung
Dieser Brauch wurde weltweit, vielerorts bis heute, geübt. Dadurch soll das Neugeborene vor bösen Kräften oder Geistern geschützt und der Missbrauch der Nachgeburt – vor allem für magische Zwecke – verhindert werden. In manchen Kulturen, wie im schamanistischen mittelalterlichen Korea, wurde die Nachgeburt als integraler Bestandteil des Körpers betrachtet und mit diesem nach dem Tod zusammengeführt. Peter Sloterdijk bezeichnete 1998 die Plazenta als Urbegleiter der Menschen.

## Archäologischer Kontext
Nachgeburtsbestattungen fanden in den Wohnhäusern statt, in denen auch die Geburt stattgefunden hatte. Dafür wurden in der Regel Töpfe aus dem Bestand des häuslichen Küchengeschirrs verwendet (Nachgeburtstöpfe). Sie wurden im Keller an Stellen vergraben, auf die von Kellerfenstern kein direktes Licht fallen konnte und über die normalerweise niemand ging, vornehmlich also in den Ecken der Räume oder unter Kellertreppen.

## Kenntnisstand
Bestattungen dieser Art werden aus der Zeit vom Mittelalter bis in das 20. Jahrhundert seit 1943 bei archäologischen Ausgrabungen in Deutschland zunehmend nachgewiesen. Durch Hormonanalysen der Begräbnis-Inhalte konnten die Befunde als Nachgeburtsbestattungen gesichert werden.  Dafür wird heute der Gehalt des relativ stabilen weiblichen Sexualhormons 17 β-Estradiol bestimmt. Die Forschungslage ist sehr unterschiedlich: Die Fundplätze, in der Regel Keller von Privathäusern, werden nur selten archäologisch untersucht, das Phänomen wird erst seit relativ kurzer Zeit beobachtet und es gibt bis jetzt nur regional begrenzte Untersuchungen. Auf Grundlage der Funde in Baden-Württemberg – hier ist das Phänomen besonders gut dokumentiert – steigt die Zahl der Nachgeburtsbestattungen seit Anfang des 16. Jahrhunderts kontinuierlich an, findet im 17. und 18. Jahrhundert ihren Höhepunkt und fällt danach wieder ab. Funde aus Hessen, Bayern, Sachsen und Thüringen zeigen aber, dass es sich um einen allgemeinen Brauch handelte, der tabuisiert wurde. In Lubań (Lauban), Polen, wurden etwa 100 Nachgeburtsbestattungen in 20 verschiedenen Häusern gefunden. Das Regionalmuseum Lubań zeigt in seiner Ausstellung eine Auswahl von Töpfen, die nach Analysen nachweislich für Nachgeburtsbestattungen verwendet wurden.

## Geistesgeschichtlicher Kontext
Der Grund für solche Bestattungen war die Vorstellung, dass die Nachgeburt ganz eng mit Mutter und Kind verbunden ist. Damit kann Zauber-Schaden, der an der Nachgeburt verübt wird, Mutter und / oder Kind treffen. Um die Nachgeburt dem Einfluss böser Mächte, Hexen oder Dämonen, zu entziehen, mussten sie rituell vernichtet, zum Beispiel verbrannt, oder verborgen, also bestattet werden.
Diese Praxis ist in Mitteleuropa für die Zeit seit dem Mittelalter belegt. In der Reformationszeit wird sie rationalisiert und mit anderer Begründung beibehalten: Die Nachgeburt soll bestattet werden, damit sie abergläubischen, magischen Praktiken entzogen wird, die damit „ausgetrocknet“ werden sollen. Damit wird erklärt, warum die Praktik seit dem 16. Jahrhundert überwiegend in protestantischen Haushalten nachgewiesen ist. Im Volksglauben aber hält sich – bei gleichbleibender Praxis – noch lange die alte Vorstellung, dass damit Schadens-Zauber abzuwenden sei. Sie soll bis in den Anfang des 20. Jahrhunderts geübt worden sein.